# Zeugnomyia fajardoi
Zeugnomyia fajardoi är en tvåvingeart som beskrevs av Francisco E. Baisas och Feliciano 1953. Zeugnomyia fajardoi ingår i släktet Zeugnomyia och familjen stickmyggor.
Artens utbredningsområde är Filippinerna. Inga underarter finns listade i Catalogue of Life.